# Phaloesia flaviventris
Phaloesia flaviventris är en fjärilsart som beskrevs av Gottfried Christian Reich 1938. Phaloesia flaviventris ingår i släktet Phaloesia och familjen björnspinnare. Inga underarter finns listade i Catalogue of Life.